# Tolmera regulata
Tolmera regulata är en fjärilsart som beskrevs av W. Warren 1907. Tolmera regulata ingår i släktet Tolmera och familjen mätare. Inga underarter finns listade i Catalogue of Life.